# Campionati del mondo di ciclismo indoor - Doppio Elite
Il doppio élite è uno degli eventi di ciclismo artistico disputati durante i Campionati del mondo di ciclismo indoor. L'evento si tenne per la prima volta nel 2008, andando a sostituire nel programma il doppio maschile. A differenza di quest'ultimo, al doppio élite partecipano coppie formate indifferentemente da due uomini o da un uomo e una donna.

## Albo d'oro
Aggiornato all'edizione 2012.
| Anno | Vincitori                          | Secondi                           | Terzi                              |
| ---- | ---------------------------------- | --------------------------------- | ---------------------------------- |
| 2008 | Manuel Huber & Viktor Volk         | Ann-Kathrin Egert & Stefan Rauch  | Fabian Allgäuer e Joachim Allgäuer |
| 2009 | Ann-Kathrin Egert & Stefan Rauch   | Felix Blümmel & Florian Blümmel   | Beni Jost & Joel Schmid            |
| 2010 | Ann-Kathrin Egert & Stefan Rauch   | Felix Blümmel & Florian Blümmel   | Ip Hin Bon & Yu Pok Man            |
| 2011 | Benedikt Bassmann & Luisa Bassmann | Daniel Gronbach & Oliver Gronbach | Ip Hin Bon & Yu Pok Man            |
| 2012 | Benedikt Bassmann & Luisa Bassmann | Daniel Gronbach & Oliver Gronbach | Ip Hin Bon & Yu Pok Man            |
| 2013 |                                    |                                   |                                    |

## Medagliere
| Pos.   | Nazione   | Oro | Argento | Bronzo | Totale |
| ------ | --------- | --- | ------- | ------ | ------ |
| 1      | Germania  | 5   | 5       | 0      | 10     |
| 2      | Hong Kong | 0   | 0       | 3      | 2      |
| 3      | Austria   | 0   | 0       | 1      | 1      |
| 3      | Svizzera  | 0   | 0       | 1      | 1      |
| Totale | Totale    | 5   | 5       | 5      | 15     |